# Morkovice-Slížany
Morkovice-Slížany – miasto w Czechach, w kraju zlinskim, w powiecie Kromieryż. Według danych z 31 grudnia 2016 powierzchnia miasta wynosiła 2 123 ha, a liczba jego mieszkańców 2 906 osób.

## Historia
Pierwsza historyczna wzmianka o miejscowości pojawiła się w roku 1222. Od roku 1480 w posiadaniu rodziny Zástřizel. Miejscowość została zniszczna podczas wojny trzydziestoletniej. E XVIII i XIX w. ośrodek tkacki.

## Demografia
| Rok             | 1970  | 1980  | 1991  | 2001  | 2003  |
| --------------- | ----- | ----- | ----- | ----- | ----- |
| Liczba ludności | 2 528 | 2 685 | 2 736 | 2 812 | 2 840 |

Źródło: Czeski Urząd Statystyczny